# Перестройка (клуб)
Клуб «Перестройка» — общественная организация, которая существовала в Ленинграде и Москве в 1987—89 годах.

## История
Клуб был создан в Москве в феврале 1987 года на базе ЦЭМИ по инициативе Анатолия Чубайса, Петра Филиппова и Григория Глазкова. В марте 1987 года в клубе состоялась первая дискуссия (по поводу недавно изданного закона о государственном предприятии). Доклады на экономические темы в клубе делали руководители ЦЭМИ (например, заместитель директора института Николай Петраков).
В мае 1987 был создан клуб «Перестройка» и в Ленинграде (где жил тогда А. Чубайс), который работал в Доме культуры имени Ленсовета по адресу Кировский проспект, 42. В августе 1987 года клуб был зарегистрирован при правлении Ленинградского экономического общества. У этого клуба был свой печатный орган — журнал «Перекресток мнений», который издавался тиражом 20-30 экземпляров (некоторые номера — до 100 экз.) с помощью пишущей машинки. Редакторами его были сначала Пётр Филиппов, потом Лев Гольдштейн. При клубе были созданы и действовали 14 секций и рабочих групп (по вопросам производственного самоуправления, подряда, системы Советов, защиты активистов перестройки, межнациональных отношений, народного образования и др.) На базе секции «Развитие движения потребительских инициатив» в сентябре 1988 возник Ленинградский клуб потребителей.
По инициативе членов клуба в июне 1989 года был создан Ленинградский народный фронт. В 1988—1989 члены клуба включились в деятельность новых организаций, и в 1989 году клуб прекратил свое существование. 